# Agenda (gudstjänst)
En sakral agenda är ett programblad för en gudstjänst. Syftet med agendan är att underlätta för församlingen att följa med i gudstjänsten och läsa med i liturgiska växelläsningar. Agendan kan även innehålla sångtexter som används i gudstjänsten.

## Historik
Teologiskt avses ursprungligen den bok som anger hur den offentliga gudstjänsten och andra kyrkliga förrättningar skall utföras, och som innehåller de formulär vilka därvid bör följas. Den romersk-katolska kyrkans gudstjänstordning bestämdes av påven Gregorius I (590-604) i dennes agenda, som även kallas sacramentale. När protestanterna genom reformationen lösgjordes från katolska kyrkan fick varje protestantisk kyrka sin egen agenda. 

## I dag
Sakrala agendor används i olika hög utsträckning i olika kyrkor och samfund. I Svenska kyrkan är det ovanligt med gudstjänster utan tryckt agenda, medan det hos många frikyrkoförsamlingar finns ett ogillande av agendor då dessa anses sätta gränser för spontaniteten i gudstjänsten, och därmed, menar man, för möjligheter för den Helige Ande att påverka vad som skall ske.

### Några vanliga symboler i sakrala agendor
- P: står i vänsterkant och markerar stycken som läses eller sjunges av präst eller pastor.
- F: står i vänsterkant och markerar stycken som läses eller sjunges av församlingen gemensamt.
- * står i vänsterkant för att markera partier där församlingen förväntas stå upp.